# Conte di Strafford
Conte di Strafford è un titolo nobiliare inglese nella Parìa del Regno Unito.

## Storia

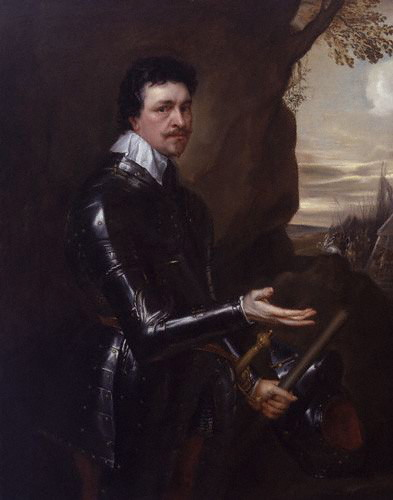
Thomas Wentworth, I conte di Strafford (della I creazione)

La prima creazione del titolo fu nella Paria d'Inghilterra nel 1640 per Thomas Wentworth, fido consigliere di re Carlo I. Questi era già succeduto al padre come II baronetto di  Wentworth Woodhouse nel 1614. Il Baronettaggio Wentworth, di Wentworth Woodhouse nella contea di York, venne creato nel baronettaggio inglese il 20 giugno 1611 per il padre di Thomas, William Wentworth. Thomas venne creato Barone Wentworth, di Wentworth-Woodhouse, Barone di Newmarch e Oversley, nel 1628, e Visconte Wentworth nel 1629. Venne creato Barone Raby nel 1640, al tempo della concessione della contea. 
Nel 1641 ottenne un Bill of attainder. Suo figlio, William, ottenne  nel 1662 la negazione dell'attainder, divenendo II conte, ma morì senza eredi nel 1695 quando la baronia di Wentworth, la vicecontea e la contea si estinsero.
Venne succeduto nella baronia di Raby da un suo cugino, Thomas Wentworth, che divenne III barone. Questi era nipote di sir William Wentworth, fratello minore del I conte della creazione del 1640. Pur ricevendo la baronia, non ricevette il possesso della residenza di Woodhouse che venne ereditata invece da Thomas Watson, motivo di rivalità tra i due.
Nel 1711 la contea venne ricreata quando il III barone Raby venne creato Visconte Wentworth e Conte di Strafford nella Parìa di Gran Bretagna. Venne succeduto nel 1739 da suo figlio, William, il II conte. William non ebbe eredi ed alla sua morte nel 1791 venne succeduto da suo cugino Frederick. Dal momento che anch'egli non ebbe successori, tutti i titoli si estinsero alla sua morte nel 1799.
Il titolo venne ricreato per la terza volta nel 1847 nella Parìa del Regno Unito, quando il soldato John Byng, I barone Strafford, venne creato Visconte Enfield, di Enfield nella contea del Middlesex, e Conte di Strafford. Questi era già stato creato Barone Strafford, di Harmondsworth nella contea del Middlesex, nel 1833. Byng era figlio di George Byng, figlio di Robert Byng, figlio terzogenito di George Byng, I visconte Torrington, e pronipote di Thomas Wentworth, I conte di Strafford (della II creazione). Venne succeduto dal figlio primogenito, il II conte, il quale fu un politico di area whig e ricoprì incarichi minori sotto le amministrazioni di Lord Grey, Lord Melbourne e Lord Russell. Il suo primogenito, il III conte, fu un politico liberale e prestò servizio nel governo di William Ewart Gladstone come Sottosegretario per gli Affari Esteri e Sottosegretario di Stato per l'India. Nel 1874, dodici anni prima di succedere al padre, venne elevato alla camera dei lords tramite uno writ of acceleration col titolo minore del padre, Barone Strafford. Alla sua morte i titoli passarono al fratello minore, il IV conte. Venne succeduto dal fratello minore, il V conte, il quale fu anche un uomo di chiesa. Suo figlio, il VI conte, fu Alderman nel Middlesex e nell'Hertfordshire e venne succeduto da suo nipote, il VII conte. Questi era il figlio secondogenito ma unico sopravvissuto di Ivo Francis Byng, figlio quartogenito del V conte. Attualmente i titoli sono detenuti dal figlio primogenito di quest'ultimo, l'VIII conte, succeduto al padre nel 1984.
Membro di spicco della famiglia Byng fu un altro militare, il feldmaresciallo Julian Byng, I visconte Byng di Vimy, figlio minore del II conte di Strafford avuto dal suo secondo matrimonio..
Le residenze di famiglia sono divise tra i diversi rami della famiglia, ma Wrotham Park, storicamente nel Middlesex ed oggi nell'Hertfordshire, ed il cottage del XVII secolo a Vernhams Dean, nell'Hampshire, sono divenuti le sedi predilette dei membri della famiglia.
Il tradizionale luogo di sepoltura dei conti di Strafford è il Byng Mausoleum a Wrotham Park.

## Baronetti Wentworth, di Wentworth Woodhouse (1611)
- Sir William Wentworth, I baronetto (m. 1614)
- Sir Thomas Wentworth, II baronetto (1593–1641) (creato Conte di Strafford nel 1640)

## Conti di Strafford, I creazione (1640)
- Thomas Wentworth, I conte di Strafford (1593–1641) (forfeit nel 1641)
- William Wentworth, II conte di Strafford (1626–1695) (ripristinato nel 1662)

## Baroni Raby (1640; ripristinato)
- Thomas Wentworth, III barone Raby (1672–1739) (creato Conte di Strafford nel 1711)

## Conti di Strafford, II creazione (1711)
- Thomas Wentworth, I conte di Strafford (1672–1739)
- William Wentworth, II conte di Strafford (1722–1791)
- Frederick Thomas Wentworth, III conte di Strafford (1732–1799)

## Conti di Strafford, III creazione (1847)
- John Byng, I conte di Strafford (1772–1860)
- George Stevens Byng, II conte di Strafford (1806–1886)
- George Henry Charles Byng, III conte di Strafford (1830–1898)
- Henry William John Byng, IV conte di Strafford (1831–1899)
- Francis Edmund Cecil Byng, V conte di Strafford (1835–1918)
- Edmund Henry Byng, VI conte di Strafford (1861–1951)
- Robert Cecil Byng, VII conte di Strafford (1904-1984)
- Thomas Edmund Byng, VIII conte di Strafford (n. 1936)

L'erede apparente è il figlio dell'attuale detentore del titolo, William Robert Byng, visconte Enfield (n. 1964).
L'erede apparente dell'erede apparente è suo figlio Samuel Peter Byng (n. 1998).